# Никифор Фока
 Тази статия е за военачалника от IX век.  За императора вижте Никифор II Фока.  
Никифо̀р Фо̀ка Стари (на гръцки: Νικηφόρος Φωκάς), * ок. 830 г., † ок. 896 г., е един от най-изявените византийски военачалници, служили по времето на император Василий I.
Никифор произхожда от рода Фока, който е един от големите земевладелчески родове в анадолската част на Империята. Името му означава „победоносец“ или „победоносен“. Никифор Фока се издига до сановете патриций и доместик на схолииите Δομέστικος των σχολών (втори след императора пълководец на войските). В периода 885 – 886 г. успешно превзема Таранто и голяма част от Калабрия. Успехите на Италийския полуостров възобновяват византийското надмощие в региона. Той допълнително украсява името си с бойна слава след успешните сражения с арабите. През 895 г. застава начело на византийските войски по време на неуспешната кампания на император Лъв VI Философ срещу българския цар Симеон I.

## Произход
Никифор Фока произхожда от стар род от средите на военната аристокрация и има гръко-арменски корени. Неговият баща е турмарх в тема Кападокия и към 872 г. участва в превземането на Тефрике срещу павликяните. Никифор Фока е баща на магистър Лъв Фока (предвождал византийските войски в битката при Ахелой) и дядо на император Никифор II Фока. Никифор Фока започва военната си кариера като манглавит (гвардеец), след това е издигнат от Василий I за протостратор, а към 878 г. – за стратег на тема Харсиани. През 885 г. става „моностратег на всички западни теми" и начело на голяма войска извършва десант в Южна Италия, където отвоюва за Империята няколко крепости, между които особено важната Амантия. На следната година обаче той е отзован от новия император Леон VI. През 894 г. Никифор Фока е назначен за доместик на схолите и трябвало да организира войната срещу България, но скоро е сменен вероятно поради интригите на Стилиан Зауца и завършва живота си като стратег на Тракезион.
Никифор Фока Стари има два сина и една дъщеря:
- Лъв Фока (* 875/879, † сл. 917)
- Варда Фока Стари (* ок. 879, † 969)
- Не Фокаина, омъжена за Теофил Куркуа, стратег на Халдия – баба и дядо на император Йоан I Цимиски.

По-големият му син Лъв Фока помогнал на императрица Зоя да вземе властта в Империята към края на 913 г., поради което бил назначен от нея за доместик на схолите. Той предвождал византийските войски, които претърпели катастрофата при Ахелой от българите през 917 г. В битката участвал и по-малкият му брат – Варда Фока – бащата на Никифор II.